# Schoep
Een schoep is een enkel blad van een turbine, watermolen, turbopomp of scheepsschroef. Een schoep zit altijd aan een as. De schoepen samen met de as worden, bij een turbine en een turbopomp, de waaier genoemd. Doel van een as met schoepen is het omzetten van een meestal lineaire beweging van een gas of vloeistof in een roterende beweging van de as met schoepen of juist andersom het omzetten van de roterende beweging van een as met schoepen in een meestal lineaire beweging van een gas of vloeistof.